# الفليج (قريات)
الفليج منطقة سكنية تقع في ولاية قريات، التابعة لمحافظة مسقط في سلطنة عمان. يقدر عدد سكانها بـ 146 نسمة حسب إحصاء عام 2010 التابع للمركز الوطني للإحصاء والمعلومات الحكومي. رمز المنطقة هو 10630130.

## الوصلات الخارجية
- المركز الوطني للإحصاء والمعلومات، سلطنة عمان